# John Pemberton
John Stith Pemberton (Knoxville, 8 luglio 1831 – Atlanta, 16 agosto 1888) è stato un militare e farmacista statunitense, noto per essere stato l'inventore della formula della Coca-Cola.

## Biografia
Nato a Knoxville, Georgia, John Stith Pemberton crebbe e frequentò la scuola a Rome, Georgia, dove la sua famiglia visse per quasi trent'anni. Studiò medicina e farmacologia al Collegio Medico Riformato della Georgia a Macon e nel 1850, all'età di diciannove anni, fu abilitato alla pratica dei principi thomsoniani o botanici (questi praticanti si basavano fortemente su rimedi vegetali e sulla purificazione del corpo dalle tossine ed erano guardati generalmente con sospetto dal pubblico). Praticò medicina e chirurgia prima a Rome e nei dintorni e poi a Columbus, dove nel 1855 fondò un'impresa farmaceutica all'ingrosso e al dettaglio specializzata in materia medica (sostanze usate nella composizione di rimedi medici). Qualche tempo prima della guerra di secessione si laureò in farmacia, ma non si conoscono né la data esatta né il luogo.
I laboratori di analisi e produzione di J. S. Pemberton & Company di Columbus erano unici nel Sud. «Noi siamo diretti importatori», sosteneva la compagnia, «e produciamo tutti i preparati farmaceutici e chimici usati nelle arti e nelle scienze.» Fondato nel 1860 e completato con le più nuove e migliori attrezzature del valore di qualcosa come 35 000 $ — alcune delle quali progettate e brevettate dalla Compagnia — era «uno stabilimento magnifico,» come proclamò un entusiasta reporter dell'Atlanta Constitution nel 1869, quando i laboratori vennero trasferiti ad Atlanta, «uno dei più splendidi laboratori chimici che vi siano nel Paese.»
Pemberton prestò servizio con distinzione in qualità di tenente colonnello nel 3º Gruppo Squadroni di Cavalleria della Georgia durante la guerra di secessione e fu quasi ucciso in combattimento a Columbus nell'aprile 1865: ferito al petto, come molti veterani feriti, divenne dipendente dalla morfina, che usava come antidolorifico. Essendo un farmacista e un chimico cercò di trovare una cura per contrastare la dipendenza: iniziò a sperimentare delle cure con la coca e con i vini di coca, riuscendo a creare una propria versione di Vin Mariani, contenente noce di cola e damiana, che chiamò "vino di coca francese di Pemberton". Con la preoccupazione dell'opinione pubblica per la tossicodipendenza, la depressione e l'alcolismo tra i veterani e la nevrastenia tra le donne dei paesi del Sud, il medicinale di Pemberton fu pubblicizzato come "per signore, e [per] tutti quelli il cui lavoro sedentario provoca prostrazione nervosa".
Nel 1869 divenne partner principale nella ditta Pemberton, Wilson, Taylor & Company, che aveva sede in Atlanta, dove anch'egli si trasferì nel 1870. Due anni dopo diventò Amministratore Fiduciario del Collegio Medico di Atlanta (poi Emory University School of Medicine) e fondò un'impresa a Filadelfia, Pennsylvania, dove la sua marca farmaceutica venne prodotta su larga scala. Prestò anche servizio per sei anni (1881-1887) nella prima Commissione d'Esame di Stato che abilitava i farmacisti in Georgia.
Nel 1886, quando Atlanta e la Contea di Fulton emanarono una legge per la quale fu proibito il consumo di bevande alcoliche, Pemberton fu costretto a produrre una bevanda analcolica alternativa al suo vino di cola francese. Pemberton si fa aiutare dal farmacista di Atlanta Willis Venable per testare e per perfezionare la ricetta della bevanda, che formulò dopo diversi tentativi. Elaborò una serie di indicazioni per la preparazione definitiva mescolando accidentalmente lo sciroppo di base con dell'acqua gassata mentre cercava di fare un altro bicchiere. Decise quindi di vendere il prodotto come bevanda piuttosto che come medicina. Frank Mason Robinson decise di chiamare la bevanda di Pemberton con il nome di Coca-Cola per il suo nome allitterativo, che era anche popolare tra i vini medicinali dell'epoca. Nonostante il nome si riferisca ai due principali ingredienti del prodotto, ci furono delle polemiche sul fatto che la bevanda contenesse cocaina, ma la The Coca-Cola Company smentì il fatto. Asa Griggs Candler comprò l'azienda nel 1887. Nel 1894, la Coca-Cola comincia a essere venduta anche in bottiglie da Albore Tiziano nel suo stabilimento a Vicksburg, Mississippi. Durante la seconda guerra mondiale gli impianti di imbottigliamento sono stati installati in Europa, in Africa e nelle isole del Pacifico.

## Nella cultura di massa
La serie di videogiochi Fallout dispone di una bevanda chiamata Nuka Cola, ispirata alla Coca-Cola. L'inventore John Caleb Bradberton, è un'unione dei nomi di Pemberton e di Caleb Bradham, inventore della Pepsi-Cola. Nel 2010 la Coca-Cola Company ha deciso di fare un tributo a Pemberton rendendolo protagonista di uno spot sulla Coca-Cola. Nel libro Heck: Where the Bad Kids Go, è presente un professore di chimica noto come Dr. Pemberton. Nell'episodio Profondo Sud della seconda serie del cartone animato Futurama, Pemberton viene citato come "il tizio che ha inventato la Coca-Cola". Nel 2013 viene interpretato da Bill Hader nell'episodio "Atlanta" del Comedy Central's Drunk History.

## Formula della Coca-Cola
Secondo i giornali di Atlanta, Pemberton fu «il più noto medico che Atlanta mai ebbe», ma è più noto per la sua competenza in laboratorio, dove perfezionò la formula della Coca-Cola. Secondo molti però la formula originale è questa:
- Citrato di caffeina: 1 oncia
- Estratto di vaniglia: 1 oncia
- Aroma: 2 once e mezza
- Estratto fluido di coca: 4 once
- Acido citrico: 3 once
- Succo di lime: 1 quarto
- Zucchero: 30 libbre
- Acqua: 2 galloni e mezzo
- Caramello: q.b.
- Mescolare la caffeina, l'acido e il succo di lime in un quarto d'acqua bollente, aggiungere la vaniglia e l'aroma quando si è raffreddato. Aroma 7X:
- Essenza d'arancia: 80
- Essenza di limone: 120
- Essenza di noce moscata: 40
- Essenza di cannella: 40
- Essenza di coriandolo: 20
- Essenza di neroli: 40
- Alcol: 1 mezzo
- Lasciare riposare per 24 ore.